# Анеліков Денис Вікторович
Анеліков Денис Вікторович  (* 10 лютого 1982) — український футболіст, захисник.

## Життєпис
Вихованець Сімферопольського училища олімпійського резерву. З 2000 по 2003 роки грав у другій і третій командах донецького «Шахтаря». У другій половині сезону 2003/04 виступав за «Десну», пізніше був гравцем «Олександрії» і сімферопольського «ІгроСервіса». З 2006 року майже три сезони грав у черкаському «Дніпрі» Олександра Рябоконя.
У 2008 році перейшов в білоруський клуб «Шахтар» (Солігорськ). Перший матч у складі команди зіграв 29 березня 2008 року в 1/4 фіналу Кубка Білорусі проти «Даріди» (2:1). У Чемпіонаті Білорусі дебютував 6 квітня в матчі з жодінським «Торпедо» (1:0). У матчі другого туру Анеліков отримав травму і був замінений на 16 хвилині, а наступного разу на поле вийшов тільки через місяць. Після перестав потрапляти в основний склад і грав за дублюючий. Всього в турнірі дублерів провів 12 матчів і забив два голи. 7 липня 2008 взяв участь в матчі другого раунду Кубка Інтертото проти австрійського «Штурму» (0:2). У серпні Денис Анеліков, граючи за дубль, отримав перелом лівої гомілки і до кінця сезону більше не грав.
Влітку 2009 побував на перегляді в запорізькому «Металурзі». На початку сезону 2009/10 перейшов в «Десну», тренером якої був призначений Олександр Рябоконь, знайомий Анелікову ще по «Дніпру». Під час зимової перерви був на перегляді в охтирському «Нафтовику», але повернувся в Чернігів. Взяв участь у зимовому Меморіалі Макарова, де команда досягла фіналу. Після закінчення сезону «Десна» втратила професійний статус і Анеліков, як і головний тренер, перейшов у ФК «Львів», де тільки двічі вийшов на заміну. У другій половині сезону 2010/11 повернувся в «Десну».